# Алея Магдебурзького права
Але́я Магдебу́рзького пра́ва — вулиця в Печерському районі міста Києва, місцевість Печерськ. Пролягає від вулиці Михайла Грушевського до Паркової дороги.

## Історія
Вулиця прокладена в 1909–1912 роках. Отримала назву Петрівська алея, на честь російського імператора Петра І. У 1902 році вирішено встановити пряме сполучення між Олександрівською вулицею (нині вулиця Михайла Грушевського та терасою дніпровського схилу, яку планувалося використовувати для катання в екіпажах та автомобілях — поширеного тоді виду розваг. Для цього знадобилися тривалі інженерні роботи — необхідно було прорізати виступ Печерських пагорбів у районі Шато-де-Фльор.
Підготовчий період тривав до 1909 року. Його завершення збіглося з урочистостями з нагоди 200-ліття Полтавської битви, відтак нову дорогу планувалося назвати бульваром Петра Великого.
Останній відрізок шляху планувалося пройти тунелем, щоб не розривати сполучення між Царським та Купецьким садами. Але за пропозицією Євгена Патона, до якого Київська міська дума звернулася із проханням спроєктувати цей тунель, схил було прорізано до кінця, а над ним 1910 року споруджено пішохідний Парковий міст.
Усі будівельні роботи закінчено 1912 року, після чого нова дорога отримала близьку до планованої назву Петрівська алея.
У 1932–1933 роках на розі Петрівської алеї і вулиці Михайла Грушевського за проєктом Василя Осьмака та В. І. Безпалого збудовано стадіон «Динамо» імені Валерія Лобановського.

У 1942—1943 роках під час німецької окупації Києва вулиця мала назву алея Беніто Муссоліні.
Сучасна назва на честь Магдебурзького права — з 2023 року.